# Svenska Sofiaförsamlingen i Paris
Svenska Sofiaförsamlingen i Paris, även Svenska kyrkan i Paris, är en utlandsförsamling inom Svenska kyrkan. Församlingen utgör eget pastorat och församlingskyrka är Sofiakyrkan, belägen på rue Médéric i 17:e arrondissementet i Paris, Frankrike. Organisatoriskt hör församlingen till Svenska kyrkan i utlandet och Visby stift.

## Historik

### Åren 1626–1806: Svenska ambassadkyrkan
Församlingen är Sveriges första utlandskyrka och har sitt ursprung i en grupp svenska och tyska lutheraner som samlades till gudstjänst i Paris från 1626 under Jonas Hambraeus, professor i orientaliska språk vid Paris akademi. Trots en spänd stämning mellan protestanter och katoliker hade Hambraeus fått tillstånd av Ludvig XIII att förrätta gudstjänst för soldaterna vid kungens regemente av utländska legotrupper, där bland annat många tyska lutheraner ingick.
Församlingsverksamheten under Hambraeus pågick fram till 1671, tidvis parallellt med den gudstjänst som firades av legationspredikanten vid den svenska beskickningen i Paris. Från sent 1600-tal fram till 1806 utövade sedan församlingen sin verksamhet i form av ambassadkyrka, ibland med både en svensk och en högtysk legationspredikant. Därutöver anställdes en klockare, som bland annat skötte sången i gudstjänsten. Ansvaret för församlingens omfattande sjuk- och fattigvård lades på två lekmän med starkt förtroende i församlingen.
En vanlig söndag förrättades gudstjänst först på tyska och sedan på svenska. Någon fast kyrkolokal fanns inte under denna period. I stället fick en större sal i det svenska diplomatiska sändebudets residens fungera som gudstjänstlokal. Då diplomaterna sändes med uppdrag att sköta en viss förhandling och därefter lämnade landet stod kyrkan ofta utan lokal för kortare eller längre perioder. Församlingens verksamhet kom därför att flytta runt och bedrivas på en lång rad adresser. 
Genom sin koppling till den svenska beskickningen fick kyrkoherden tidvis även agera ambassadtjänsteman, inte minst i tider av oroligheter. Åren 1793–1795, under det så kallade Skräckväldet, stannade prästen Christian Carl Gambs ensam kvar med uppdrag att informera rikskansler Fredrik Sparre om händelseutvecklingen. Så småningom återkom ett svenskt sändebud till staden, men 1804 återkallade kung Gustav IV Adolf ambassadör Carl August Ehrenswärd till Stockholm till följd av mordet på Louis Antoine Henri de Bourbon. Ehrenswärd utverkade att kyrkan skulle ha tillgång till sin lokal i ytterligare tre år framöver, men i samband med Napoleon Bonapartes kröning fick även kyrkoherden order att lämna landet och i oktober 1806 hölls vad som skulle bli den sista svenska gudstjänsten i Paris på mer än ett halvsekel.
I församlingens kyrkoarkiv som numera förvaras i Svenska Kyrkan i Uppsala finns hundratals pergamentshandlingar om kyrkans grundande, alla restaurerade, digitaliserade och fritt tillgängliga för allmänheten. Församlingen höll redan på 1700-talet ett register över vigda par som också finns digitaliserat.

### Åren 1806–1906: Sofiakapellet

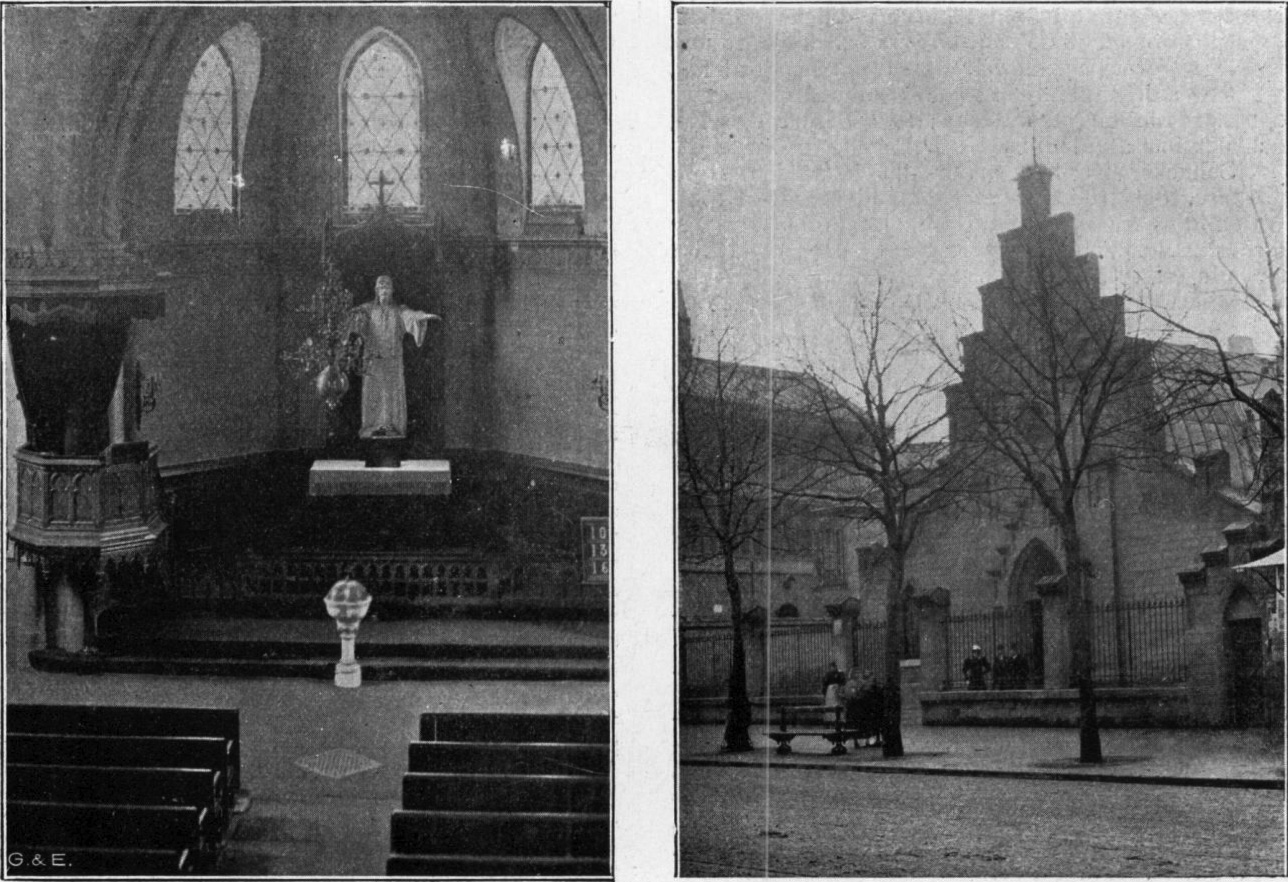
Sofiakapellet vid Boulevard Ornano

Under Napoleons välde tillkom en ny kyrkolagstiftning, och en fransk luthersk församling växte fram i Église des Billettes, Billetteskyrkan. Här förvaltades bland annat den svenska församlingens kyrkoböcker, och svenska troende och deras barn samlades där. Under tiden hade den svensk-norska unionen ingåtts och när legationspredikanten Fritiof Grafström kom till Paris hösten 1859 var det med uppdraget att bilda en svensk-norsk församling. Så skedde också efter gudstjänsten den 20 november 1859.
Församlingen saknade dock egen mötesplats, men efter en petition från Grafström till ecklesiastikministern beslutade den svenska och norska regeringen 26 oktober 1860 att bevilja årliga anslag för lokalhyra och kostnaderna i samband med gudstjänsten samt engångsanslag för att inreda den nya lokalen. Summan uppgick till cirka en fjärdedel av vad som behövdes, och Grafström såg därför till att församlingen ännu en tid blev kvar i den franska lutherska Église de la Rédemption. Driftsbidraget användes för att avlöna organist, kyrkosångare, orgeltrampare och kyrkvaktmästare. Inspirerad av de svenska kapellen i London och Konstantinopel började man samtidigt samla pengar till en kyrkobyggnad. Samtidigt återupptogs arbetet med fattigvård och en fattigkassa grundas.
Det är också under tidigt 1860-tal som församlingens verksamhet utsträcktes till en rad nordfranska hamnar. Under en längre vakans, 1863-1877, ombads den norske sjömanspastorn stationerad i norra Frankrike att sörja för skandinaverna i Paris. När Emil Flygare slutligen utsågs till ny präst i Paris fick han även i uppdrag att sköta tjänstgöringen i Dunkerque, Calais och Boulogne. Samverkan med norska och danska troende fortsatte och samtidigt skedde en demografisk utveckling som ledde till en övergång från tyska till franska som församlingens andraspråk. 
Ganska snart stod det dock klart att församlingen behövde en egen lokal och Flygare blev starkt pådrivande i frågan. I november 1877 beslutade Paris kommunstyrelse att sälja två tomter belägna på nummer 18, boulevard Ornano i Montmartre i Paris 18:e arrondissementet. I ett brev till ärkebiskopen beskrev Flygare placeringen som central, då den låg nära en av ringlinjens järnvägsstationer och en stor del av svenskkolonin var bosatt i området.
Ett nytt kapell med plats för 200 sittande påbörjades den 30 mars 1878 och 3 november 1878 kunde kyrkan invigas. Sofiakapellet fick sitt namn efter den svenska drottningen, Sofia av Nassau, och församlingens nuvarande namn fastställdes i 1882 års kyrkoordning. För fasadritningarna svarade den svenske arkitekten Fredrik Wilhelm Scholander. Utöver kyrkorummet rymde kyrkan även två skolsalar; en tänkt vaktmästarbostad blev däremot aldrig färdigställd. Då de offentliga skolorna saknade kristendomsundervisning försökte flera präster anordna sådan, men på grund av avstånden begränsades verksamheten till några tiotal barn per år.
Under samma tid samlade prästen Johan Hemberg in medel för att uppföra en svensk sjömanskyrka i Calais, vilken stod färdig 1893. På svenske konsulns begäran predikade därefter svensk präst i Calais en gång i månaden.

### Från 1906 till idag: Svenska Sofiaförsamlingen

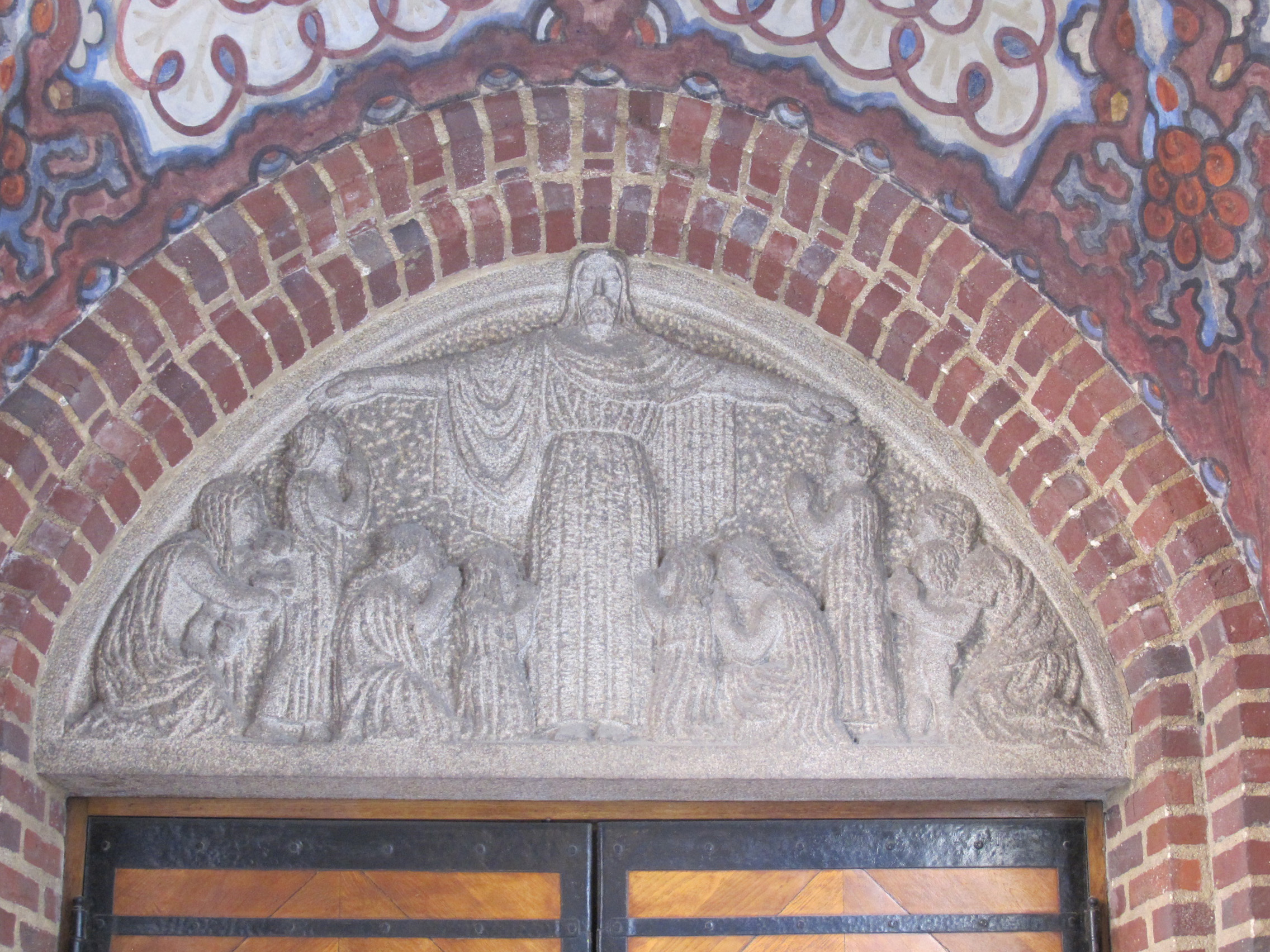
Reliefen med "Kristus välsignar barnen" är utförd av den svenske skulptören Carl Fagerberg 1913 i Svenska kyrkan i Paris eller Svenska Sofiaförsamlingen i Paris.

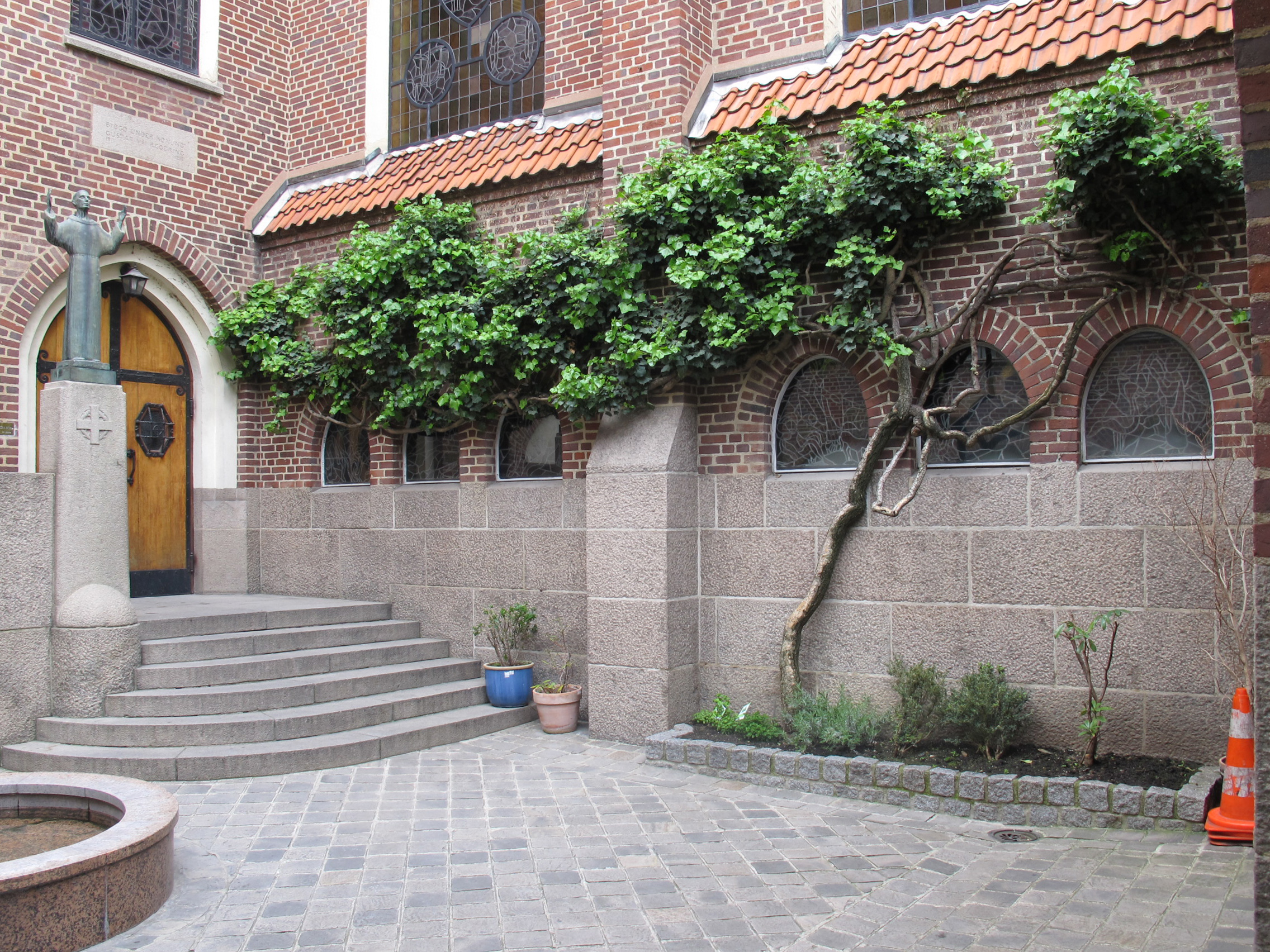
Svenska kyrkan i Paris vid 9, rue Médéric i 17:e arrondissement.

Redan 1902 började kyrkostämman diskutera en ny, mera centralt belägen kyrkolokal. Efter flera års häftiga diskussioner beslutades att sälja Sofiakapellet och juldagen 1906 hölls församlingens sista gudstjänst i lokalen. Återigen blev Église de la Rédemption nödlösningen och först i juni året därpå inköptes en större tomt vid 9, rue Guyot (numera rue Médéric) i 17:e arrondissementet. Bygget påbörjades 1911 efter en ritning av Gustav Adolf Falk och kyrkan invigdes redan 1913. Den nya kyrkosalen rymde 250 personer. Det gamla Sofiakapellets altartavla, en kristusbild av skulptören John Börjeson, flyttades över till den nya kyrkan. Reliefen vid portalen med motivet "Jesus välsignar barnen"  skapades 1913 av skulptören Carl Fagerberg.
Även i den nya fastigheten fanns lokaler för Svenska skolans verksamhet, församlingssalen användes exempelvis under en tid som skolans gymnastiksal. Därutöver tillkom prästbostad och ytterligare en lägenhet i lokalerna, liksom församlingsexpedition och betydande vinds- och källarutrymmen.
Idag (2007) hyr Svenska skolan en del av lokalerna för sin verksamhet; i församlingssalen bedrivs kaféverksamhet och bibliotek. Församlingens barn- och ungdomsarbete är relativt omfattande, inte minst genom den verksamhet som vänder sig till svenska au pairer och utbytesstudenter. Musikverksamheten består av två körer, barnkör och ett stort konsertprogram. Bland kyrkans tidigare organister kan nämnas Per-Lennart Isacksson, Sonny Jansson, Ulf Selander och Thomas Ahrén du Quercy. Nuvarande organist är Björn Åkerhage. Kyrkan tar också ett aktiv ansvar för att fira svenska högtider och på andra sätt skapa mötesplatser för svenskar i Paris.

### Stöd till afghanska flyktingar från Sverige
Från tidigt 2017 blev Svenska kyrkan i Paris ett socialt centrum för unga afghaner som sökt asyl i Sverige, fått avslag och tagit sig till Frankrike i hopp om en ny chans. Våren 2021 fanns det ungefär 3000 sådana unga afghaner i Frankrike. Många bodde i tältläger, och kyrkan hölls öppen för den som behövde få duscha och tvätta, få ett mål mat och få prata med andra svensktalande. Under en period fanns tack vare stöd från svenska församlingar en anställd för att ge flyktingarna mera aktiv hjälp. 2019  minskades stödet till verksamheten och de aktiva hjälparbetarna bildade i stället föreningen LAMSF, Les Amis des Migrants Suédophones en France som fick anordna en del av sin verksamhet i kyrkans lokaler. 

## Bilder

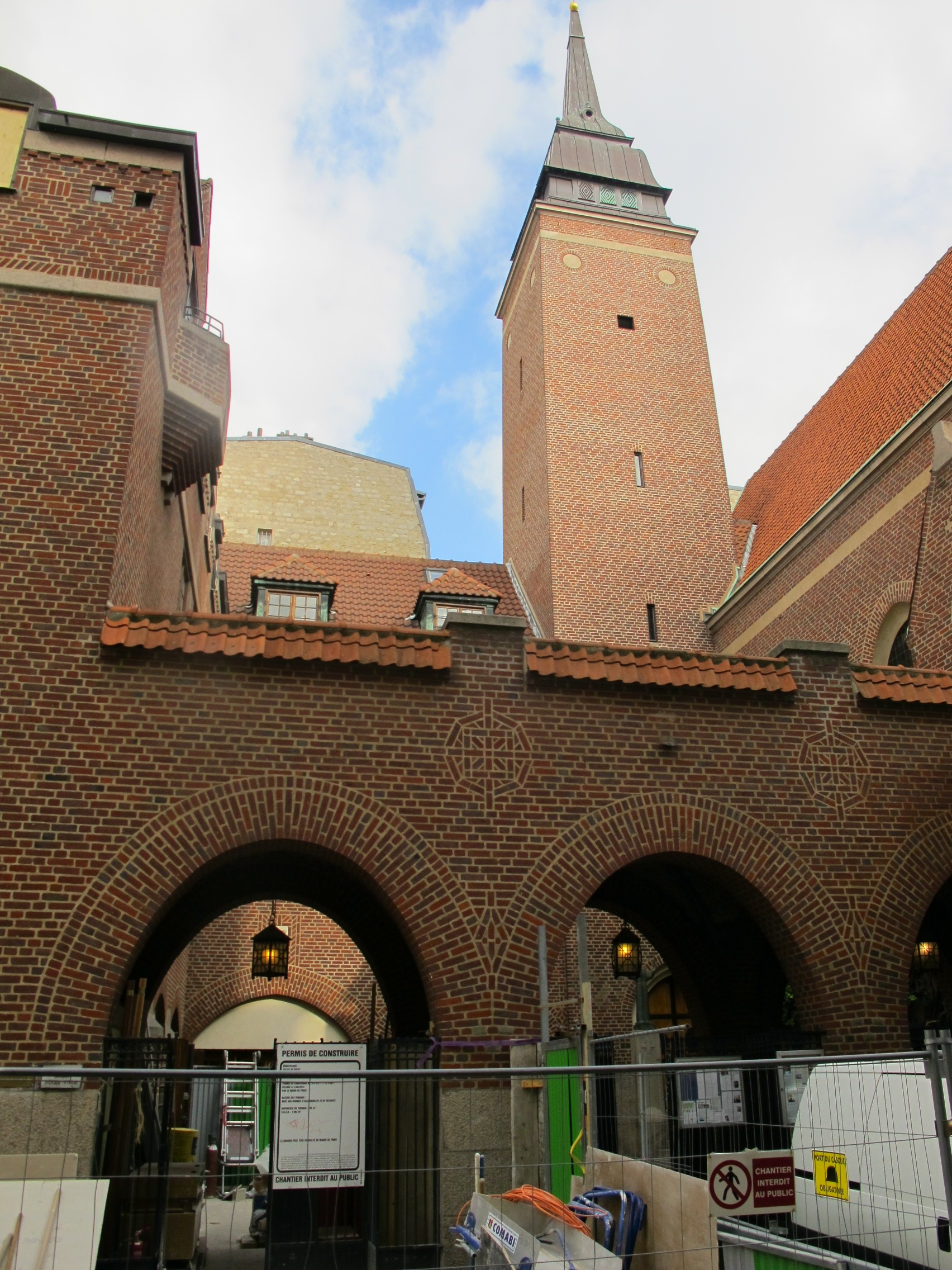
Église suédoise de Paris, Rue Médéric, Svenska Sofiaförsamlingen i Paris.
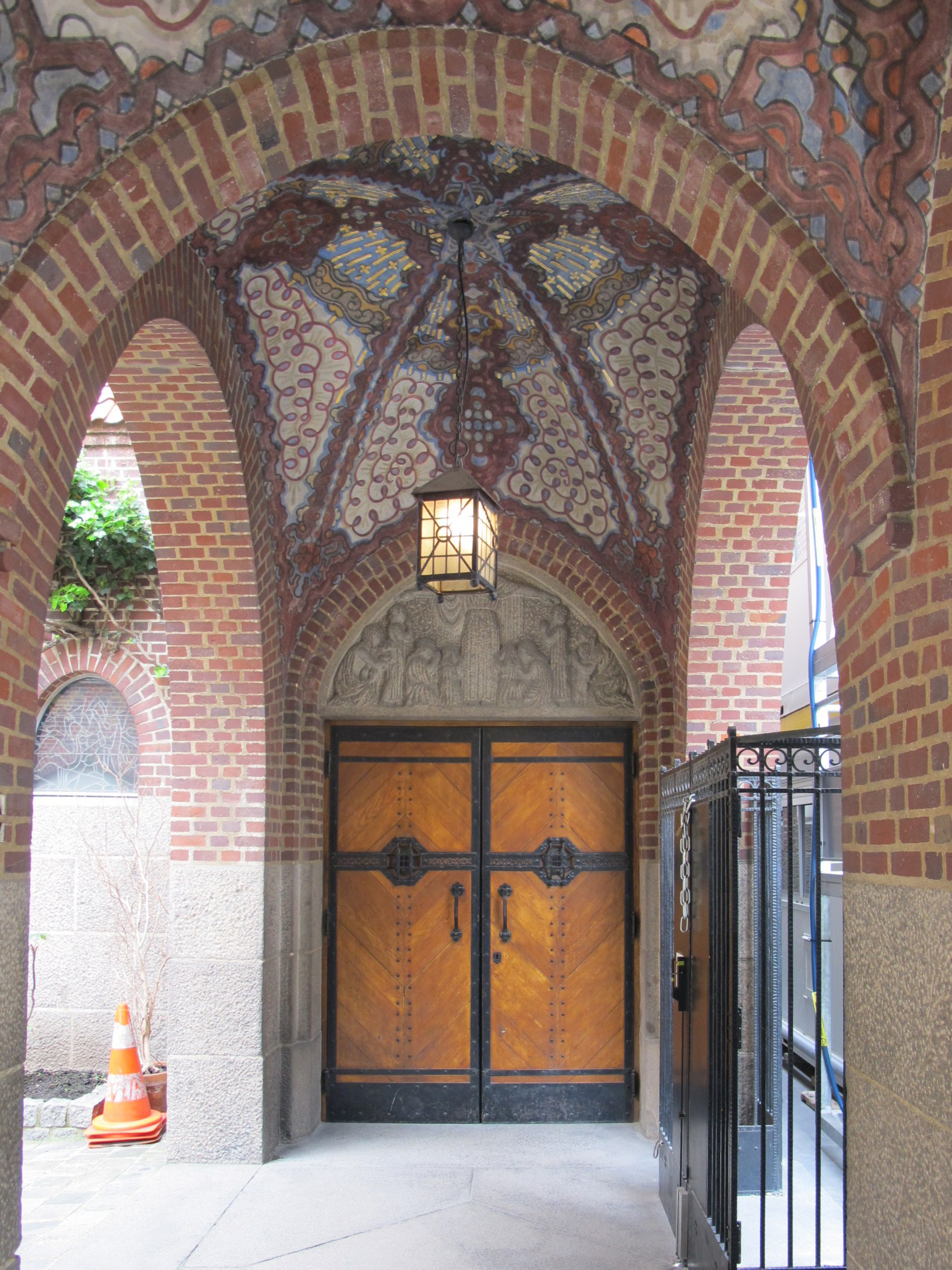
Église suédoise de Paris, Rue Médéric, Svenska Sofiaförsamlingen i Paris.
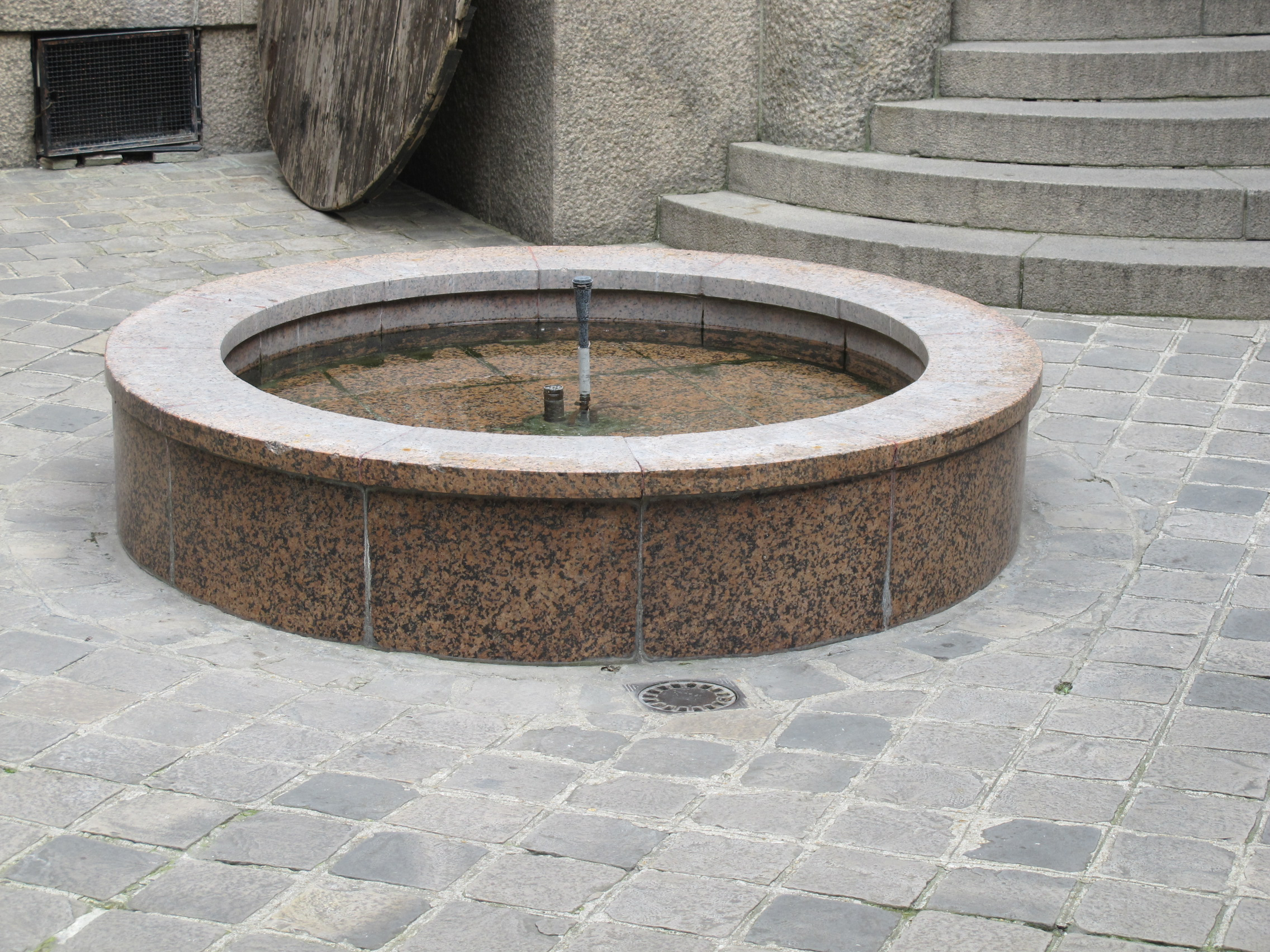
Église suédoise de Paris, Rue Médéric, Svenska Sofiaförsamlingen i Paris.
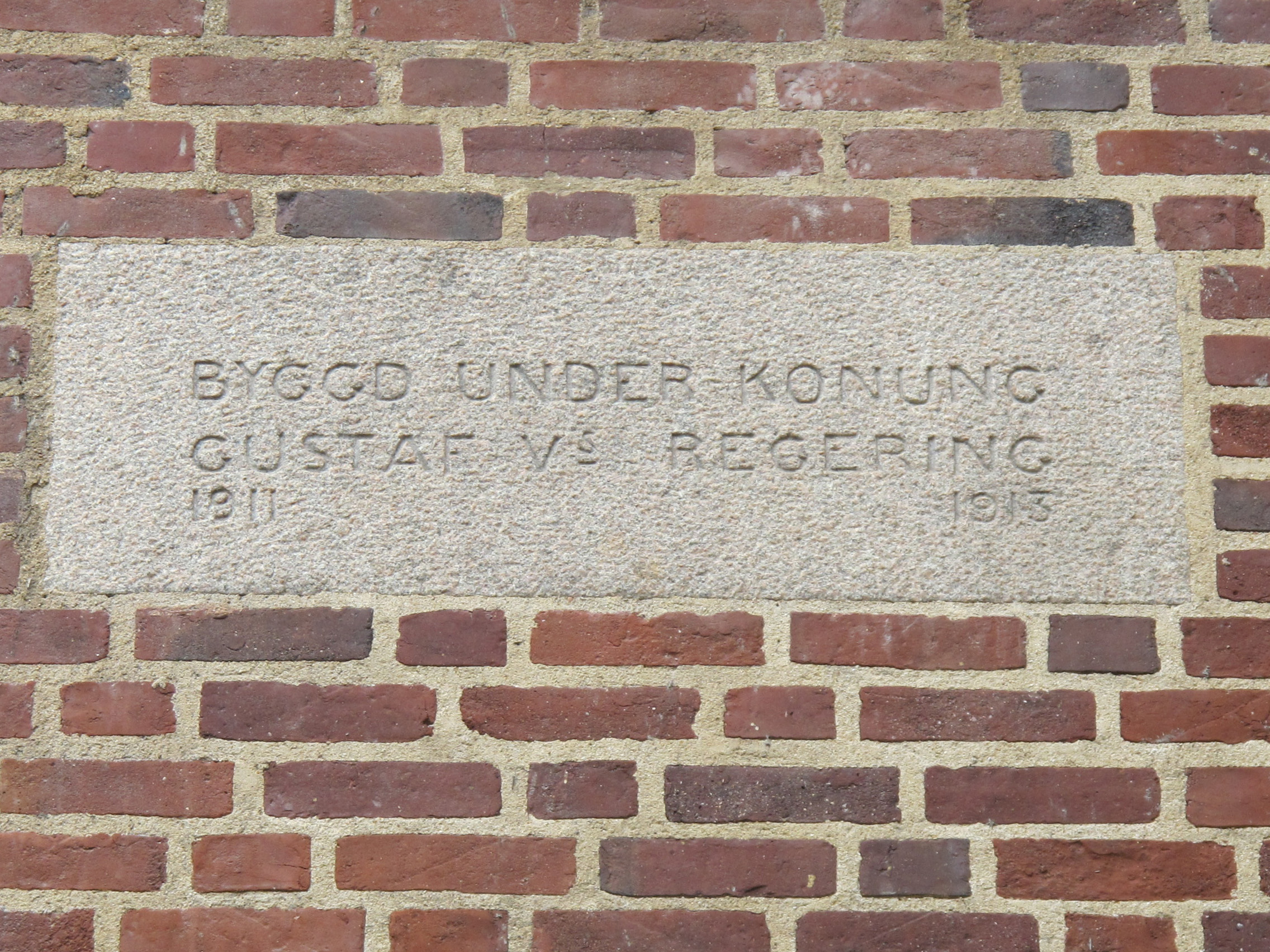
Byggd under Konung Gustav V:s regering 1911–1913.
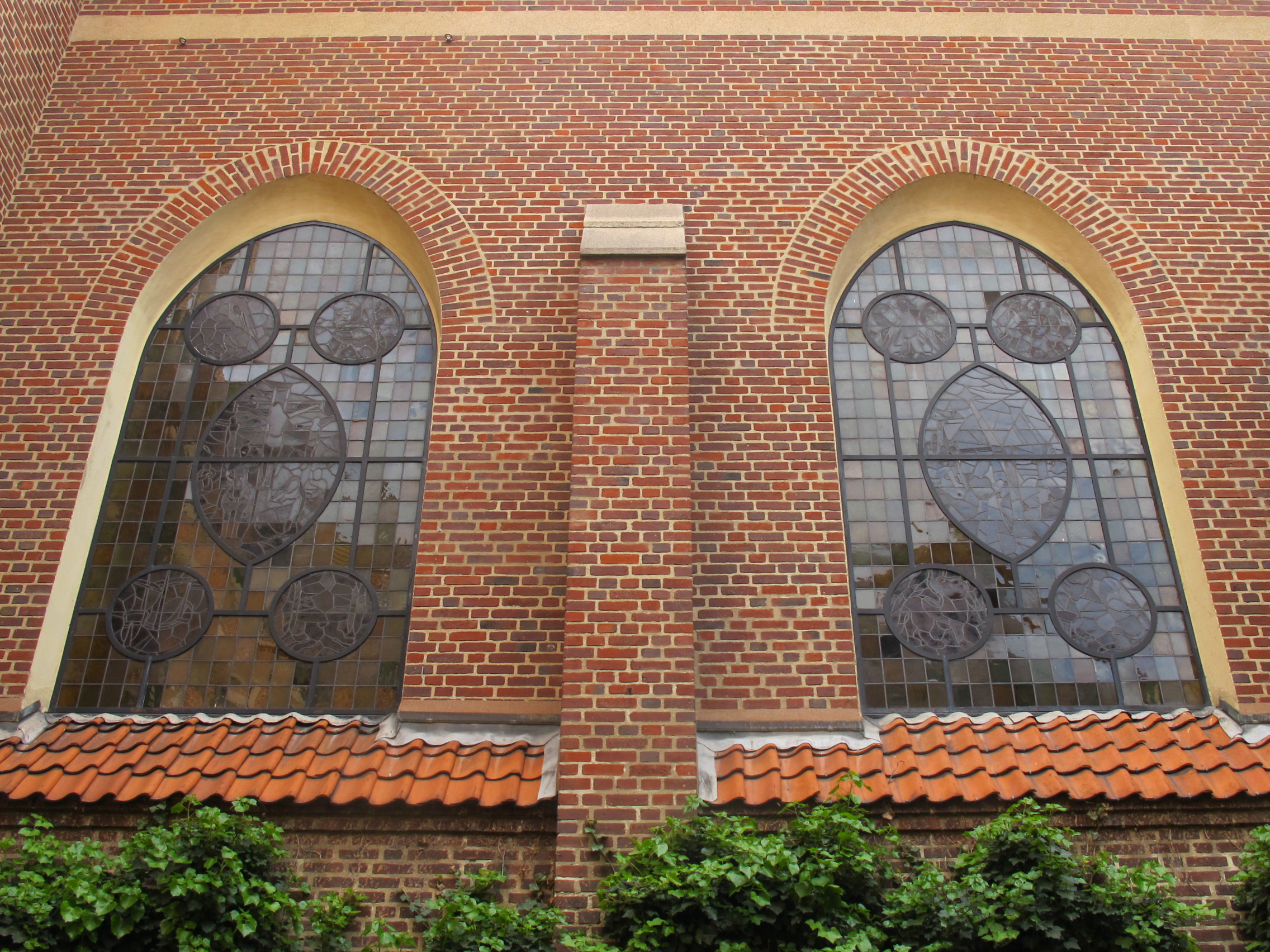
Église suédoise de Paris, Rue Médéric, Svenska Sofiaförsamlingen i Paris.

## Organisation
Utlandsförsamlingarna tillhör Visby stift, och församlingen står under biskopens av Visby tillsyn. Verksamheten leds i enlighet med kyrkoordningens regler för utlandsförsamlingarna, vilket i Sofiaförsamlingens fall betyder att kyrkoherden och ett av kyrkostämman valt kyrkoråd utgör församlingens ledning. År 2007 består Svenska Sofiaförsamlingens personal av en präst och fem övriga anställda samt en volontär. Kyrkoherden hade fram till 1989 viss diplomatstatus, men är inte längre kopplad till svenska ambassaden.

## Herdelängd
- 1626–1631 Jonas Hambraeus
- 1648–1649 Erik Odhelius
- 1670–1673 Emanuel Ritter
- 1672–1673 Daniel Dusaeus
- 1673–1677 N. N. Winkeler
- 1677-1678 Johannes Schopius
- 1678  Hugarus Porcius
- 1679–1680 Simon Isogaeus
- 1679–1681 Gegorius Cephalius
- 1681  Johan Henrik Schneider
- 1698–1707 Johan Henrik Böcker
- 1707   Johan Kristian Freitlinger
- 1707–1710 Filip Goetz
- 1710–1743 Daniel Ludvig Mettenius
- 1743–1784 Fredrik Karl Baer
- 1784–1806 Christian Carl Gambs

***
- 1859–1863 Frithiof Grafström
- 1877–1886 Johan Magnus Gustaf Emil Flygare
- 1886–1894 Johan Hemberg
- 1894–1901 Nathan Söderblom
- 1901–1905 Sam Stadener
- 1905–1915 Carl Johan Renström
- 1915–1921 Caspar Bartholin Börjeson
- 1921–1953 Birger Gustaf Adolf Bjurström
- 1953–1974 Bengt Strömberg
- 1974–1984 Bengt-Thure Molander
- 1984–1997 Lars Palmgren
- 1997–2002 Eric Ericson
- 2002–2008 Karin Burstrand
- 2008–2014 Elna Wahlgren Lundqvist
- 2014–2018 Tanja Kamensky
- 2019–     Maria Olofsdotter Bråkenhielm